# San Luis Quillota

Team van 1928

San Luis Quillota is een Chileense voetbalclub uit Quillota, een stad die is gelegen in de Chileense regio Valparaíso. De club werd opgericht op 8 december 1919.
San Luis Quillota geregeld  (1956-1957, 1959-1967, 1981, 1984-1987, 2010, 2015-2018) in de hoogste afdeling van het Chileense voetbal, de Primera División. De traditionele rivaal van de club is Unión La Calera.

## Erelijst
- Segunda División

1955, 1958, 1980
- Copa Chile (Primera B)

1980
- Tercera División

2003

## Bekende (oud-)spelers
- Humberto Suazo
- Jorge Francisco Vargas
- Patricio Yáñez

## Trainer-coaches
- Enrique Sorrel (1955)
- Alex Veloso (1980)
- Víctor Solar (1996)
- Jaime Zapata (1998)
- Mauricio Riffo (2003-2007)
- Raúl Ormeño (2007-2008)
- Leonardo Vinés (2008)
- Lionel Gatica (2008)
- Diego Osella (2008-2010)
- Roberto Mariani (2010)
- Cristián Ochoa (2010)
- Luis Rodríguez (2011-)